# Instituto Nacional de Estatística (Moçambique)
O Instituto Nacional de Estatística (INE) é um órgão público moçambicano responsável pela informação estatística oficial da República de Moçambique. Seu atual presidente é Eliza Mónica Ana Magaua.